# 新義州強制収容所
新義州強制収容所（シニジュきょうせいしゅうようじょ）は、朝鮮民主主義人民共和国平安北道新義州市に所在する「再教育」のための強制収容所。

## 概要
正式名称は、第3号教化所（だい3ごうきょうかじょ）。朝鮮民主主義人民共和国鉄道省の南新義州駅から西南西2,340メートルの地点に位置する。市内中心部からは南へ数キロメートルの白土里に所在し、新市街地に隣接する。2012年現在、およそ2,500名の囚人を収監している。
2021年12月18日、第3号教化所から煙が立ち上るのが観測されたが、これは収監者の遺体70体を火葬したものであった。不衛生で虐待が横行するなど環境がきわめて劣悪なために、これに先立つ1か月内外で、3号教化所および近隣する労働鍛練隊（軽犯罪者を収監する刑務所）では、発熱、咳、嘔吐などの症状を示して死亡する囚人が相次いだ。ある教化班では、1か月以内に20人中7人が死亡したという情報がある。時節を考慮すると新型コロナウイルス感染症の蔓延による死亡が疑われるが、いずれの情報筋も「コロナ」という言葉は使わずに、「伝染病が広がったようだ」と伝えている。